# Миллер, Орест Фёдорович
Оре́ст Фёдорович Ми́ллер (4 августа (16 августа) 1833 — 1 июня (13 июня) 1889) — русский учёный, профессор истории русской литературы. Один из первых биографов Ф. М. Достоевского. Действительный статский советник.

## Биография
Орест Миллер родился 4 (16) августа 1833 года в Гапсале в немецкой семье гапсальского таможенного чиновника и его жены, урождённой баронессы Унгерн-Штернберг. Был крещён по лютеранскому обряду, с именем Оскар. В три года остался круглым сиротой и был взят на воспитание женой дяди, русской по происхождению. Ему дали превосходное домашнее образование. Детство и юность его прошли в Вильно и Варшаве. Столкновения национальностей и вер наводили рано развившегося мальчика на размышления о преимуществах той или другой религии; раннее путешествие за границу тоже содействовало выработке определённого мировоззрения. Под влиянием жившего тогда в Вильно архимандрита Платона, впоследствии митрополита киевского, оно склонилось в сторону православия, к которому Миллер вполне сознательно присоединился 15-ти лет от роду. После вторичного путешествия за границу, Миллер в 1851 году поступил на историко-филологический факультет Петербургского университета. В 1855 году окончил курс кандидатом и стал готовиться к магистерскому экзамену. Он уже заявил себя тогда в печати: стихотворением «На смерть Жуковского» в «Северной пчеле» (1852); патриотической драмой «Подвиг матери», которая в 1854 году была поставлена в Михайловском театре и по настроению времени имела успех; исторической драмой в стихах «Конрадин»; «Историческими очерками поэзии», печатавшимися в Журнале Министерства народного просвещения.
В 1877 году был пожалован чином действительного статского советника.
Умер Миллер от «разрыва сердца» 1 (13) июня 1889 года. Похоронен на Смоленском православном кладбище.

## Диссертация и её общественный резонанс
Упомянутые выше «Исторические очерки поэзии» вошли в диссертацию Миллера «О нравственной стихии в поэзии на основании исторических данных» (СПб., 1858). Как отмечал С. А. Венгеров в Энциклопедии Брокгауза и Ефрона, «чисто научные достоинства диссертации были весьма малы. Уже самый выбор задачи — обозреть в небольшом исследовании (294 стр.) руководящие идеи литературы всех времен и народов, начиная с древнеиндийской — вёл к поверхностности и предвзятости». Материал магистрант брал не из первоисточников, а из руководств и пособий и, по преимуществу, из книги гегельянца Карла Розенкранца «Поэзия и её история» (1855) — книги устаревшей и по материалу, и по стремлению к отысканию абсолютных мерок. В конце 1850-х гг. в науке уже прочно установилось сознание, что нельзя судить с позднейшей точки зрения явления предыдущих эпох (принцип историзма); Миллер же, следуя методу Розенкранца, не только рассматривал, но и судил, и раздавал аттестации дохристианским литературам с точки зрения христианства. Не обинуясь, например, он объявлял греческую мифологию и литературу безнравственными. Не в отсутствии исторической точки зрения лежала, однако, причина неудовольствия, возбужденного книгой Миллера. Научные недостатки её, главным образом её ложное отношение к народному эпосу, были указаны А. А. Котляревским в «Атенее», но публика не читала этой рецензии малораспространённого журнала. Имя Миллера стало притчей во языцех после необыкновенно резкой рецензии Н. А. Добролюбова в «Современнике» («Сочинения», т. II). Добролюбов почти не коснулся научной стороны диссертации; он сосредоточил своё негодование на общественном её значении, на её проповеди аскетического самоотвержения и подавления своей личности.
Эта проповедь в устах Миллера была выражением его истинно-благородной натуры и пророческой программой всей его остальной жизни, полной действительного самоотвержения и ограничения до минимума своих личных потребностей. Но прекрасные качества духовной личности Миллера стали общеизвестными только много лет спустя, когда студенты разнесли повсюду рассказы об идеальной доброте этой «евангельской души». Добролюбов ничего не знал о Миллере лично; он судил только автора слабой диссертации, стиль которой, вследствие недостатка таланта, превратил искреннее воодушевление автора в риторическую надутость. Ему показалось, что он имеет дело с карьеристом себе на уме, фарисейски говорящим о самоотречении, чтобы под этим флагом провести молчалинство и угодливое преклонение перед авторитетом. Добролюбов с ужасом предвидел, что когда-нибудь этот «проповедник умеренности и аккуратности» займет кафедру и с высоты её будет провозглашать принципы, следовать которым значило бы «напрасно позорить своё существование». Ошеломляющая рецензия «Современника» является одним из важнейших событий в жизни Миллера. При огромном распространении сочинений Добролюбова и почти полном незнакомстве с писаниями Миллера, ютившимися в самых нераспространённых изданиях, все, вплоть до середины 1870-х гг., имели представление о Миллере только по этой рецензии. В первые годы после её появления от мнимого ретрограда и гасильника буквально отворачивались при встречах; ни один журнал не принял его возражений на рецензию. Когда ему в 1859 г. предложили прочитать в зале 2-й гимназии публичную лекцию по случаю юбилея Шиллера, он сам поставил условием, чтобы на входных билетах не было его имени. Только 5 лет спустя учебное начальство, в то время очень чувствительное к общественному мнению, с большой неохотой согласилось утвердить его приват-доцентом Санкт-Петербургского университета, а сам лектор всходил на кафедру с опасением, что молодежь его освищет.

## Попытки изучения былинного эпоса
В начале 1860-х гг. круг занятий Миллера резко меняется. Выходившие тогда собрания народных песен Киреевского и Рыбникова явились для него новым откровением. Он надолго отдается изучению народной словесности, становится горячим апологетом её и вместе с тем убежденным народником, для которого всё народное священно. Это восторженное отношение Миллера к народной словесности находится в органической связи с господствовавшим в 1860-х гг. мифологическим толкованием народного творчества, когда во всякой подробности былин и песен усматривалась глубочайшая сокровенная символизация. Способность мыслить критически и строго научно никогда не была сильной стороной Миллера, и он себя чрезвычайно привольно чувствовал, примыкая к методу более поэтического, чем научного исследования, где домыслы исследователя могли развернуться с полной свободой и где двух-трёх сближений было достаточно, чтобы создавать весьма стройные, хотя и столь же произвольные объяснения. Миллер довел увлечения мифологической школы до последних крайностей; огромная докторская диссертация его «Илья Муромец и богатырство Киевское» (СПб., 1870), несмотря на массу труда, в неё вложенного, на громадный и впервые собранный здесь сравнительный материал, в настоящее время никакого серьёзного значения не имеет. Научной ценности диссертации, не меньше её увлечений солнечно-грозовым толкованием народной поэзии, вредило стремление автора показать нравоучительную сторону былинного эпоса. Не сознавая полного противоречия с толкованием мифологическим, отбрасывающим зарождение былин до отдалённейшей, доисторической древности, Миллер тому же самому эпосу давал толкование бытовое, как выражающему русские народные идеалы вообще. Тот же Илья Муромец, бой которого с сыном будто бы означает, что «бог-громовник, производя, то есть порождая, тучи, с другой стороны, их же уничтожает», непостижимым логическим скачком является вместе с тем у Миллера олицетворением глубины понимания русским народом сущности христианства, как религии заботы о ближнем и о правде. Диссертации предшествовал учебник: «Опыт исторического обозрения русской словесности» (2-е изд., СПб., 1865), доведенный до монгольского периода, с отдельной хрестоматией к нему (2-е изд., СПб., 1866). При всех своих мифологических крайностях «Опыт» сослужил большую службу тем, что впервые вводил в преподавание подробное ознакомление с народной словесностью. В конце 70-х годов Миллер энергично полемизировал с В. В. Стасовым по вопросу о возможном происхождении былин.

## Славянофильство
Изучение народной словесности сделало Миллера убежденным приверженцем славянофильства, но славянофильства в его первоначальном, идеалистическом виде, свободном от казённого патриотизма. Если Миллер с восторгом относился к древней Руси, то потому, что видел в ней господство общинного духа, «народосоветие» и торжество истинно христианских начал. Он молитвенно относился к реформам Александра II, мотивируя своё благоговение формулой адреса старообрядцев: «в твоей новизне старина наша слышится». На точку зрения старого славянофильства и его любви к свободе становился Миллер и в своей очень видной деятельности по славянскому комитету. Энергичный член совета, в 1870-х гг. даже товарищ председателя, Миллер мало подходил к общему составу этого общества; его терпели, потому что он был популярный оратор, привлекавший на общие собрания большую публику, и притом публику необычную, равнодушную или даже враждебную к общему направлению комитета, но отзывчивую к искреннему призыву Миллера братски прийти на помощь угнетенным единоплеменникам. Речи и статьи его по славянскому вопросу собраны в книге «Славянство и Европа» (СПб., 1877). Главный тезис её: «Общинность и равноправность — вот она славянская правда». Верный этому девизу, Миллер никогда не превращал славянофильство в русофильство и даже в польском вопросе радикально расходился с Катковым: его защиту «реальных интересов» России Миллер считал «грубым материализмом». Отношение Миллера к Каткову лучше всего, вообще, характеризует коренное отличие мировоззрения Миллера от патриотизма известного пошиба. Направление «Московских ведомостей» всегда было глубоко несимпатично гуманному профессору; он никогда не стучался в двери катковских изданий, хотя его там очень охотно печатали бы, а он очень нуждался в органе, где бы помещали его статьи. Желание отделить славянофильство от Каткова было причиной тяжёлого удара, постигшего Миллера незадолго до смерти. Когда Катков летом 1887 г. умер, Миллер одну из первых же лекций осеннего семестра посвятил «Славянофилам и Каткову», в которой резко охарактеризовал стремление Каткова «свести Россию с пути освобождения её народных и общественных сил». Появление лекции в «Русском Курьере» (1887, № 267) повело за собой отставку Миллера, которого около этого же времени подверг систематическому преследованию правоконсервативный журнал «Гражданин».

## Критические заметки о новейшей русской литературе
С выходом в 1870 г. докторской диссертации научная деятельность Миллера практически заканчивается (не идет дальше рецензий и небольших заметок). В 1870-х и 1880-х гг. Миллер главным образом посвящает свою литературную деятельность работам критического характера. В ряду их наибольшей известностью пользуются «Русские писатели после Гоголя», первоначально составившиеся из прочитанных в 1874 г. с большим успехом публичных лекций. «Русские писатели» выдержали 4 все разраставшихся издания. Последнее (1890) рассматривает произведения Тургенева, Достоевского, Гончарова, Писемского, Салтыкова, Толстого, Сергея Аксакова, Мельникова и Островского. Успех этой книги по преимуществу объяснялся отсутствием систематических обозрений новейшей русской литературы, сами же по себе достоинства книги невелики: по мнению С. А. Венгерова, «критическим талантом Миллер не обладал; писал он, при всей своей искренности и душевной теплоте, вяло и бледно, а главное, не было у него самостоятельной точки зрения на разбираемых писателей и в каждом этюде он подчинялся одному какому-нибудь властному критику». Этими руководителями были то Николай Страхов, то Аполлон Григорьев, а то и Добролюбов. Разбирает Миллер наших корифеев, совершенно оставляя в стороне их непосредственно литературные достоинства и рассматривая исключительно общественное содержание и значение их произведений. Всего больше преклоняется он (в позднейших изданиях) перед Достоевским. В сфере новейшей русской литературы Миллеру принадлежит также множество разбросанных по разным журналам этюдов об Алексее Толстом, Майкове, Полонском, Гаршине, Надсоне, Мережковском, Минском, Щеглове и др. и отдельная книжка «Глеб Ив. Успенский. Опыт объяснительного изложения его сочинений» (СПб., 1889).

## Педагогическая деятельность
В 1862 году преподавал русский язык и словесность в Мариинском институте.
Заняв в 1863 году кафедру (до 1870 года в качестве доцента), он явился на ней одним из виднейших представителей того типа профессоров — учителей правды, во главе которых стоит Грановский. Не уклоняясь в узкую и сухую специализацию, он в своих лекциях сумел соединить содержательность со стремлением провести в сознание слушателей начала истинного человеколюбия и продуманной любви к родине и народу. Курсы его были всего менее банальны. Он первый стал останавливаться с особенной подробностью на народной литературе, первый вводил в свои курсы и литературу раскольничью, которую до него профессора словесности совсем игнорировали. Из явлений древнерусской духовной жизни он особенно выдвигал такие эпизоды, как, например, борьба между суровыми формалистами-последователями Иосифа Волоцкого и проникавшими в суть христианского учения «заволжскими старцами». Лектор Миллер был блестящий, хотя и в приподнятом стиле; слушать его часто собирались студенты со всех факультетов. Практическая деятельность Миллера на пользу студентов беспримерна и стоит совершенно особняком. Главный деятель и основатель общества вспомоществования студентам Санкт-Петербургского университета, он отдавался ему с полным забвением своих собственных интересов. Дверь его квартиры в течение всего дня была открыта для всех нуждающихся; он никогда не сердился, от какой бы спешной работы его ни отрывали, и всегда с той же сердечной ласковостью выслушивал просителей. Помогал он всеми способами: и хлопотами в разных учреждениях, и приисканием занятий, и пристраиванием рукописей в редакциях, и писанием рекомендательных писем, а чаще всего деньгами. Он твердо держался правила: лучше дать десяти недостойным, чем отказать одному достойному. Доброта его была всем известна, ей широко пользовались и злоупотребляли; часто он совершенно истощал свои скромные, но для одинокого человека всё-таки немалые средства. В этих случаях, не имея фактической возможности помочь, он глубоко страдал. Сохранился рассказ, как в одну из таких минут безденежья он дал совершенно незнакомому ему студенту-просителю для заклада свой профессорский фрак.
В 1882 году О. Ф. Миллеру удалось основать при университете Студенческое научно-литературное общество, в работе которого принимали участие С. Ф. Ольденбург, А. С. Лаппо-Данилевский, М. А. Дьяконов, А. А. Корнилов, А. А. Кауфман, И. М. Гревс, Е. В. Петухов, В. И. Вернадский и другие. В 1886 г. главным секретарём Общества был единогласно избран Александр Ульянов. Общество было закрыто после 1 марта 1887 г. В частности, министр внутренних дел Д. А. Толстой послал министру просвещения конфиденциальную записку, в которой отмечал, что все главные участники покушения на Александра III состояли членами студенческого Научно-литературного общества, а «один из самых деятельных руководителей, заговорщик Ульянов, исполнял обязанности секретаря Общества».